# Tau Herculis
Tau Herculis (τ Herculis, förkortat Tau Her, τ Her), som är stjärnans Bayer-beteckning, är en ensam stjärna i den södra delen av stjärnbilden Herkules. Den har en skenbar magnitud på 3,83 och är synlig för blotta ögat där ljusföroreningar ej förekommer. Baserat på parallaxmätningar i Hipparcos-uppdraget på ca 10,4 mas beräknas den befinna sig på ca 310 ljusårs (96 parsek) avstånd från solen. Tau Herculis var den nordliga polstjärnan ungefär 7400 f. Kr., något den på grund av precessionen åter blir ungefär år 18400.

## Nomenklatur
Tau Herculis har också namnet Rukbalgethi Shemali, vilket är av arabiskt ursprung och delar vissa etymologiska egenskaper med stjärnorna Ruchbah och Zubeneschamali och som  syftar på Herkules' ”norra knä”.

## Egenskaper
Tau Herculis är en blå till vit underjättestjärna av spektralklass B5 IV. Den har en massa som är ca 5 gånger solens massa, en radie som är ca 3,5 gånger större än solens och utsänder ca 575 gånger mera energi än solen från dess fotosfär vid en effektiv temperatur på ca 15 600 K.
Tau Herculis, eller 22 Herculis, är en pulserande variabel av Beta Cephei-typ. Den varierar i skenbar magnitud mellan 3,83 och 3,86 med en period av 1,24970 dygn.